# Agigyel
Agigyel (oroszul: Агидель, baskír nyelven: Ағиҙел) város Oroszországban, a Baskír Köztársaságban.

## Népesség
- 2002-ben 18 721 lakosa volt, melyből 7 806 baskír, 6 681 tatár, 2 771 orosz, 771 mari, 263 udmurt, 142 csuvas, 96 ukrán, 36 mordvin.
- 2010-ben 16 370 lakosa volt, melyből 7 662 tatár, 3 165 baskír, 2 318 orosz, 611 mari, 213 udmurt, 120 csuvas, 72 ukrán, 21 mordvin, 11 fehérorosz.